# Ајзеја Кенан
Ајзеја Кенан (енгл. Isaiah Canaan; Билокси, 21. мај 1991) амерички је кошаркаш. Игра на позицији бека, а тренутно наступа за Црвену звезду.

## Каријера
Од 2009. до 2013. године наступао је за колеџ екипу Мари Стејт рејсерсе. На НБА драфту 2013. одабран је као 34. пик од стране Хјустон рокетса.
У периоду од 2013. до 2020. играо је у САД. Наступао је у НБА лиги као играч Хјустон рокетса, Филаделфија севентисиксерса,  Чикаго булса, Финикс санса, Минесота тимбервулвса и Милвоки бакса. У НБА развојној лиги био је играч Рио Гранде Вали вајперса, Нордерн Аризона санса и Стоктон кингса.
У европску кошарку дошао је јула 2020. када је потписао за УНИКС из Казања. Напустио је УНИКС у марту 2022. због почетка Руске инвазије на Украјину. Истог месеца прешао је у турски Галатасарај до краја такмичарске 2021/22. У јулу 2022. потписао је за грчки Олимпијакос. Са Олимпијакосом је једном био првак Грчке и два пута освајач националног Купа и Суперкупа. У јуну 2024. потписао је за београдску Црвену звезду.
Амерички бек Ајзеа Кенан је 19. јуна 2024. године је званично представљен као нови играч Црвене звезде на друштвеним каналима црвено-белих. Кенан је са Црвеном звездом потписао двогодишњи уговор.

## Успеси

### Клупски
- Олимпијакос:
  - Првенство Грчке (1): 2022/23.
  - Куп Грчке (2): 2023, 2024.
  - Суперкуп Грчке (2): 2022, 2023.

- Црвена звезда:
  - Куп Радивоја Кораћа (1): 2025.